# Boutenac
Boutenac es una localidad  y comuna francesa, situada en el departamento del Aude en la región de Languedoc-Rosellón.
A sus habitantes se les conoce por el gentilicio Boutenacois.

## Demografía
| 543 | 622 | 581 | 524 | 519 | 609 |
| Para los censos de 1962 a 1999 la población legal corresponde a la población sin duplicidades (Fuente: INSEE [Consultar]) |     |     |     |     |     |

(Población sans doubles comptes según la metodología del INSEE).